# Eucalyptus woodwardii
Eucalyptus woodwardii es una especie de planta fanerógama pertteneciente a la familia Myrtaceae.

## Descripción
Es un árbol pequeño o mallee con la conteza lisa, blanco, rosa, verde o  coloreada cobre que forma minni ritchi. Las hojas menores son pecioladas, ovadas a amplio-lanceoladas a elípticas, de 18 x 9 cm. Las hojas adultas son acosadas, amplio-lanceoladas, 18 x 5 cm, con colores, tenues, gris-verde a glauco. Las flores amarillas aparecen a finales de invierno a finales de la primavera. El fruto tiene en forma de campana de 1.5 x 1.4 cm

## Distribución
E. woodwardii  se limita al este de Kalgoorlie en Australia Occidental en la zona Karonie, y con suelo de arena o profundo franco arenoso.

## Usos
El árbol es una planta ornamental muy popular en el sur de Australia debido a sus atractivas y grandes flores de color amarillo limón.

## Taxonomía
Eucalyptus woodwardii fue descrita por Joseph Maiden  y publicado en Journal of the Natural History and Science Society of Western Australia 3(1): 42–43. 1910.
Etimología
Eucalyptus: nombre genérico que proviene del griego antiguo: eû = "bien, justamente" y kalyptós = "cubierto, que recubre". En Eucalyptus L'Hér., los pétalos, soldados entre sí y a veces también con los sépalos, forman parte del opérculo, perfectamente ajustado al hipanto, que se desprende a la hora de la floración.
woodwardii: epíteto